# Tit Vini (polític)
Tit Vini (en llatí Titus Vinius) era un polític romà que va viure al segle i aC.
Durant el Segon Triumvirat va ser proscrit, l'any 43 aC. La seva dona Tanúsia el va aconsellar d'amagar-se i així ho va fer, posant-se dins d'un cofre a la casa del seu llibert Filopemen, i va fer creure que havia mort. Més tard va obtenir el perdó d'Octavi (August) que va elevar a Filopemen al rang eqüestre per la seva fidelitat al seu antic amo, segons expliquen Suetoni i Dió Cassi.